# Val d’Oingt
Val d’Oingt község Franciaország Auvergne-Rhône-Alpes régiójában, Rhône megyében. Új községként 2017. január 1-jén jött létre Oingt, Le Bois-d’Oingt és Saint-Laurent-d’Oingt község egyesítésével. A három korábbi község egyesülésekor az új község lélekszáma 3921 fő lett. Lakosainak száma 4143 fő (2022. január 1.).

## Népesség
| Lakosok száma | 3951 | 4037 | 4088 | 4122 | 4157 | 4155 | 4143 |
|               | 2015 | 2017 | 2018 | 2019 | 2020 | 2021 | 2022 |